# رسم (مال)
رسم هو الثمن الذي يدفعه الشخص كمكافأة للحقوق أو الخدمات. وعادة ما تسمح الرسوم بالنفقات العامة والأجور والتكاليف وربح.